# Jolanda Schir
Jolanda Schir (Folgaria, 15 gennaio 1943) è un'ex sciatrice alpina italiana.

## Biografia
Sciatrice polivalente originaria di Serrada di Folgaria e sorella di Jerta, a sua volta sciatrice alpina, Jolanda Schir debuttò in campo internazionale in occasione delle SDS-Rennen 1959 (Grindelwald, 7-9 gennaio), dove si classificò 34ª nello slalom speciale; l'anno seguente agli VIII Giochi olimpici invernali di Squaw Valley 1960 (19-27 febbraio), sua unica partecipazione olimpica e iridata, si piazzò 14ª nella discesa libera e 35ª nello slalom speciale. La sua ultima competizione internazionale fu il trofeo Arlberg-Kandahar 1961 (Mürren, 10-12 marzo), dove fu 9ª nella discesa libera, 5ª nello slalom speciale e 7ª nella combinata.

## Palmarès

### Campionati italiani
- 2 medaglie[5]:
  - 1 argento (discesa libera nel 1961)
  - 1 bronzo (slalom speciale nel 1961)